# Велопробіг уздовж кордонів Радянського Союзу
Велопробіг уздовж кордонів Радянського Союзу (рос. Велопробег вдоль границ Советского Союза) — рекордний пробіг на 30 800 кілометрів, від Києва до Владивостоку і назад до Москви, який провели п'ятеро прикордонників з УСРР. Командор: Липа Людмирський. Тривав з лютого 1936 року по лютий 1937 року.
Старт дали біля Київського оперного театру 15 лютого 1936 року, в день 15-річчя прикордонних військ. Учасники їхали велосипедами марки «Україна» Харківського велосипедного заводу.
Після велопробігу учасники отримали орден Червоної Зірки з рук очільника уряду СРСР Михайла Калініна.